# Austrotachardiella trilobata
Austrotachardiella trilobata är en insektsart som först beskrevs av Mendes 1936.  Austrotachardiella trilobata ingår i släktet Austrotachardiella och familjen Kerriidae. Inga underarter finns listade i Catalogue of Life.